# Досмагамбєтов Єрлан Султанович
Єрлан Султанович Досмагамбєтов (каз. Ерлан Сұлтанұлы Досмағамбетов; нар. 24 травня 1960, Караганда) — казахстанський державний діяч, інженер, юрист, кандидат економічних наук. Аким міста Темиртау з червня по вересень 1997 року. Почесний консул України в Караганді.

## Біографія
Ерлан Досмагамбетов народився 24 травня 1960 року в Караганді в казахській сім'ї. У 1982 році закінчив Московський інститут сталі і сплавів. Потім з 1982 по 1985 рік працював асистентом кафедри фізики Карагандинського політехнічного інституту. У 1985—1990 роках був стажистом-дослідником, аспірантом Інституту кристалографії АН СРСР.
У 1990—1991 роках працював головним спеціалістом підприємства «ІнтерКараганда». У 1991—1993 роках — директор із зовнішньоекономічних і міжбіржових зв'язків Карагандинської міжрегіональної товарної біржі. З липня 1992 року — президент корпорації «Дос». З березня 1993 року працював виконавчим директором, президентом Асоціації бірж Середньої Азії і Казахстану. У лютому 1995 року став президентом Центрально-Казахстанської товарної біржі «Кен Дала». Обирався депутатом Карагандинського обласного масліхата двох скликань у 1994—1999, 2007—2012 роках. У 1996 році здобув другу вищу освіту в Карагандинському державному університеті ім. Є. А. Букетова.
З червня по вересень 1997 року був акимом міста Теміртау, радником акима області. З 2001 року знову на посту президента корпорації «Дос». З 2007 року — керівник Центрально-Казахстанського представництва Асоціації «Ділова Рада ЄврАзЕС». У 2012 році став почесним консулом України в Караганді. Є президентом обласної федерації кікбоксингу. Почесний діяч спорту Республіки Казахстан. Нагороджений кількома ювілейними медалями та почесними грамотами відомств РК.
Опублікував більш як 20 наукових робіт, брав участь у міжнародних науково-практичних конференціях. Нагороджений медаллю «10 років Астані».

## Особисте життя
Дружина — Досмагамбєтова Гульнар Тулегенівна. Двоє дітей: син Бауиржан (нар. 1983) і дочка Сабіна (нар. 1993).